# Jani Paasonen
Jani Paasonen (Mäntyharju, 11 april 1975) is een Fins voormalig rallyrijder.

## Carrière

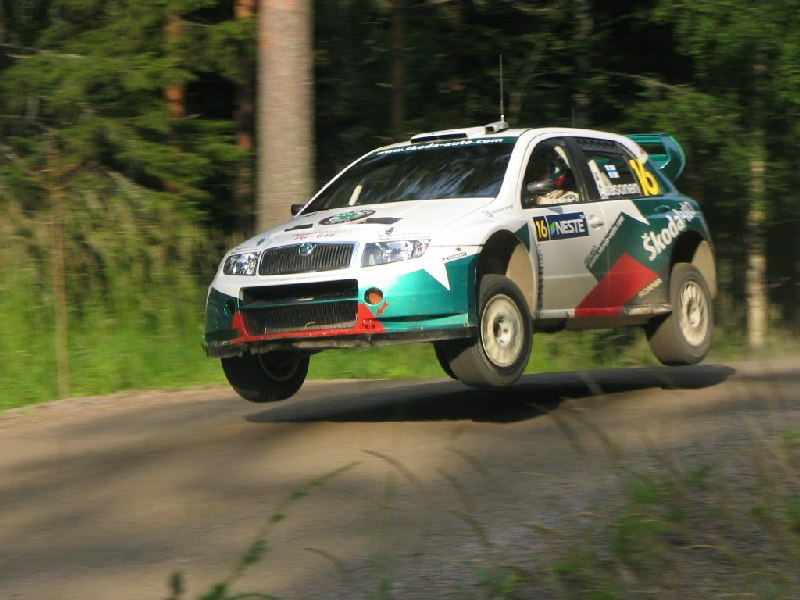
Paasonen actief voor Škoda tijdens de Rally van Finland in 2004

Jani Paasonen maakte in 1995 zijn debuut in de rallysport. Vanaf eind jaren negentig begon hij zich in een Mitsubishi Carisma GT van Mitsubishi Ralliart Finland te profileren op nationaal niveau. In 2000 won hij met deze auto de Groep N titel in het Fins rallykampioenschap. Vervolgens maakte hij de overstap naar een Ford Focus WRC, waarmee hij snelle tijden noteerde tijdens zijn thuis WK-rally in Finland in 2001, waar hij echter na een ongeluk moest opgeven. Mede ook door zijn resultaten op nationaal niveau, werd hij vervolgens door Mitsubishi aangetrokken als derde fabrieksrijder van het team in het 2002 seizoen, actief in geselecteerde WK-rally's. De Lancer WRC van Mitsubishi was niet competitief, maar Paasonen wist met name in Nieuw-Zeeland ermee te verrassen door zo hoog als derde te liggen in het klassement, voordat een zwaar ongeluk zijn rally zou beëindigen.
Nadien kwam hij in het WK weer uit in Groep N materiaal van Mitsubishi, maar kreeg toch weer een kans op het hoogste niveau toen hij in het 2004 seizoen enkele gastoptredens mocht maken voor de fabrieksinschrijving van Škoda. Achter het stuur van de Škoda Fabia WRC behaalde hij in Finland een indrukwekkende zesde plaats en greep daarmee naar zijn eerste WK-kampioenschapspunten toe. Dit leidde ook tot een groter programma voor het team in 2005, maar dit liep voor Paasonen uit in een deceptie, daarbij niet geholpen door het weinig competitieve materiaal. Sindsdien is hij dan ook niet meer actief geweest in het WK.
Paasonen nam tot aan 2008 nog sporadisch deel aan rally's en is daarnaast ook even actief geweest in rallycross evenementen. Hij beheert tegenwoordig een zogenaamde rallyschool in Finland dat rij-cursussen verleent.

## Complete resultaten in het wereldkampioenschap rally
| Seizoen | Inschrijving                 | Auto                         | 1   | 2       | 3       | 4      | 5       | 6   | 7   | 8       | 9       | 10      | 11  | 12      | 13     | 14      | 15  | 16      | Pos. | Punten |
| ------- | ---------------------------- | ---------------------------- | --- | ------- | ------- | ------ | ------- | --- | --- | ------- | ------- | ------- | --- | ------- | ------ | ------- | --- | ------- | ---- | ------ |
| 1997    | Jani Paasonen                | Mitsubishi Lancer Evo III    | MON | ZWE     | KEN     | POR    | SPA     | FRA | ARG | GRI     | NZL     | FIN 21  | IND | ITA     | AUS    | GBR     |     |         | –    | 0      |
| 1998    | Jani Paasonen                | Mitsubishi Lancer Evo III    | MON | ZWE     | KEN     | POR    | SPA     | FRA | ARG | GRI     | NZL     | FIN DNF | ITA | AUS     | GBR    |         |     |         | –    | 0      |
| 1999    | Jani Paasonen                | Mitsubishi Carisma GT        | MON | ZWE 17  | KEN     | POR    | SPA     | FRA | ARG | GRI     | NZL     |         |     |         |        |         |     |         | –    | 0      |
| 1999    | Mitsubishi Ralliart Finland  | Mitsubishi Carisma GT        |     |         |         |        |         |     |     |         |         | FIN 17  | CHN | ITA     | AUS    | GBR     |     |         | –    | 0      |
| 2000    | Jani Paasonen                | Mitsubishi Carisma GT Evo VI | MON | ZWE 17  | KEN     | POR    |         |     |     |         |         |         |     |         | AUS NF | GBR     |     |         | –    | 0      |
| 2000    | Mitsubishi Ralliart Finland  | Mitsubishi Carisma GT Evo VI |     |         |         |        | SPA 22  | ARG | GRI | NZL     | FIN 16  | CYP     | FRA | ITA     |        |         |     |         | –    | 0      |
| 2001    | Jani Paasonen                | Ford Focus RS WRC 00         | MON | ZWE DNF | POR     | SPA    | ARG     | CYP | GRI | KEN     |         |         |     |         |        |         |     |         | –    | 0      |
| 2001    | Blue Rose Team               | Ford Focus RS WRC 01         |     |         |         |        |         |     |     |         | FIN DNF | NZL     | ITA | FRA     | AUS    | GBR     |     |         | –    | 0      |
| 2002    | Marlboro Mitsubishi Ralliart | Mitsubishi Lancer WRC        | MON | ZWE 14  | FRA     | SPA    | CYP DNF | ARG | GRI | KEN     |         |         |     |         |        |         |     |         | –    | 0      |
| 2002    | Marlboro Mitsubishi Ralliart | Mitsubishi Lancer WRC2       |     |         |         |        |         |     |     |         | FIN 8   | DUI     | ITA | NZL DNF | AUS 9  | GBR DNF |     |         | –    | 0      |
| 2003    | Mitsubishi Motors            | Mitsubishi Lancer WRC2       | MON | ZWE     | TUR     | NZL    | ARG     | GRI | CYP | DUI DNF | FIN     | AUS     | ITA | FRA     | SPA    | GBR     |     |         | –    | 0      |
| 2004    | OMV World Rally Team         | Mitsubishi Lancer Evo VII    | MON | ZWE 16  | MEX DNF | NZL 14 | CYP     | GRI | TUR | ARG 10  |         | DUI 20  | JPN |         |        |         |     | AUS DNF | 21   | 3      |
| 2004    | Škoda Motorsport             | Škoda Fabia WRC              |     |         |         |        |         |     |     |         | FIN 6   |         |     | GBR DNF | ITA    | FRA     | SPA |         | 21   | 3      |
| 2005    | Škoda Motorsport             | Škoda Fabia WRC              | MON | ZWE 9   | MEX 13  | NZL    | ITA     | CYP | TUR | GRI DNF | ARG DNF | FIN DNF | DUI | GBR     | JPN    | FRA     | SPA | AUS     | –    | 0      |